# 公孙固
公孙固（？—前620年），子姓，名固，又称大司马固，是宋庄公的孙子，宋襄公的堂兄弟，宋国大司马。

## 谏襄公
前638年，宋襄公进攻郑国，楚国进攻宋国以救郑国，宋襄公准备应战，公孙固劝谏说：“上天丢弃商朝的后代已经很久了，国君想使之复兴，是违背上天，不能被赦免的。”宋襄公不听。不久两国在泓水交战，宋国大败。

## 善重耳
前637年，公子重耳经过宋国，与公孙固关系很好。公孙固对宋襄公说：“晋公子流亡在外多年，已经由孩子长大成人了，喜欢做好事而不自满，像对待父亲一样事奉狐偃，像对待老师一样事奉赵衰，像对待兄长一样事奉贾佗。狐偃是重耳的舅舅，仁慈而又足智多谋。赵衰是为晋献公担任御戎的赵夙的弟弟，富于文采而为人忠贞。贾佗是晋国的公族，见多识广而谦恭有礼。这三个人在左右辅助重耳，重耳平时对他们谦下恭敬，每逢有事都要咨询他们的意见，从年幼到长大成人始终如此，不稍懈怠，可以说是有礼了。在礼的方面有所建树，一定会得到善报。《商颂》说：‘商汤急于尊贤下士，圣德天天向上升高。’尊贤下士，就是有礼的表现。请国君好好地考虑考虑。”宋襄公听从了他的意见，送给重耳八十匹马。

## 告急于晋
前633年冬季，楚成王和诸侯包围了宋国，公孙固到晋国报告紧急情况。晋国建三军救宋，与楚国交战于城濮，楚国失败后退兵。

## 翟泉之盟
前631年夏季，鲁僖公和王子虎、晋国的狐偃、宋国的公孙固、齐国的国归父、陈国的辕涛涂、秦国的小子慭在翟泉结盟，重温践土之盟，同时策划进攻郑国。

## 身亡
前620年夏季四月，宋成公死了。这时候公子成做右师，公孙友做左师，乐豫做司马，鳞矔做司徒，公子荡做司城，华御事做司寇。宋昭公准备杀死公子们。乐豫谏言劝阻，宋昭公不听。宋国的穆族和襄族率领国人攻打宋昭公，公孙固和公孙郑在宫里被杀死。